# Сан-Мартино, Карло Филиберто д’Эсте
Князь Карло Филиберто д'Эсте (итал. Carlo Filiberto d'Este; 1 ноября 1571, Сан-Мартино-ин-Рио — 26 мая 1652, Милан), 2-й маркиз ди Сан-Мартино-ин-Рио, 3-й маркиз ди Боргоманеро и ди Порлецца, 1-й маркиз ди Санта-Кристина (1616) — испанский придворный и военный деятель.

## Биография
Сын Филиппо I д'Эсте, маркиза ди Боргоманеро, и Марии Савойской, сеньоры де Кревкёр.
4-й граф ди Кортеолона, синьор ди Кампогаллиано, Роделья, Кастелларано и Сан-Кассьяно, синьор Викариата Бельджойозо, синьор-соправитель Каворетто. Принц Феррары, Модены и Реджо с 1594 года (признан в качестве принца крови и способным наследовать трон).
Губернатор Ниццы и первый генерал легкой кавалерии герцога Савойского (1602–1616). Поступивший на службу Австрийскому дому, он был дворянином Палаты короля Испании и его тайным советником с 1614 года.
19 ноября 1614 был пожалован Филиппом III в рыцари ордена Золотого руна. Получил орденскую цепь 1 февраля 1616 из рук герцога Моденского, которому содействовал гербовый король ордена.
Назначенный генералом пехоты Миланского герцогства в 1616 году, с 23 марта 1619 он был советником императора, и в награду за службу был в 1623 году возведен в достоинство князя Священной Римской империи. 12 июня 1622 он был назначен первым дворянином Палаты юного кардинала-инфанта, которому служил до самой его смерти в 1641 году, сопровождая его в Германию и Нидерланды, куда этот принц был назначен генерал-губернатором (1634). Также был генерал-лейтенантом испанской кавалерии.
Кавалер ордена Аннунциаты (2.02.1602; вернул знаки отличия в 1616 году).

## Семья
1-я жена (1606): Луиса де Карденас (10.11.1562—13.05.1624), сеньора де Торральба, Кольменар-де-Ореха, Ноблехас, Альборнос, дочь Бернардино Карденаса Карильо де Альборноса, графа де Кольменар-де-Ореха, и Инес де Суньиги, сеньоры де Вильоса и де Уэламо, вдова Педро Рамиреса де Арельяно, сеньоры де Лос-Камерос
2-я жена: Ливия де Марини Кастанья (р. 1600), дочь Джан Джероламо де Марини Кастаньи, маркиза ди Кастельнуово, и Чечилии Гримальди
Оба брака были бездетными.